# 자기정보관리통제권
자기정보관리통제권 혹은 개인정보자기결정권이란 자신에 관한 정보를 보호받기 위하여 자신에 관한 정보를 자율적으로 결정하고 관리할 수 있는 권리를 뜻한다.

## 법적근거

### 법률적 근거
개인정보의 보호를 위해 개인정보보호법이 제정되어 시행되고 있다.

### 헌법적 근거
개인정보자기결정권의 헌법상 근거로는 헌법 제17조의 사생활의 비밀과 자유, 헌법 제10조 제1문의 인간의 존엄과 가치 및 행복추구권에 근거를 둔 일반적 인격권 또는 위 조문들과 동시에 우리 헌법의 자유민주적 기본질서 규정 또는 국민주권원리와 민주주의원리 등을 고려할 수 있으나, 개인정보자기결정권으로 보호하려는 내용을 위 각 기본권들 및 헌법원리들 중 일부에 완전히 포섭시키는 것은 불가능하다고 할 것이므로, 그 헌법적 근거를 굳이 어느 한 두개에 국한시키는 것은 바람직하지 않은 것으로 보이고, 오히려 개인정보자기결정권은 이들을 이념적 기초로 하는 독자적 기본권으로서 헌법에 명시되지 아니한 기본권이라고 보아야 할 것이다. 
99헌마513

## 판례
- 변호사 정보 제공 웹사이트(로마켓 사이트)의 운영자가 대법원 홈페이지에서 제공하는 사건검색 서비스를 통하여 수집한 소송정보를 독자적인 방식으로 평가하여 변호사들의 승소율, 전문성 지수를 제공한 사안에서, 이는 변호사들의 자기정보통제권을 침해한 것으로서 허용되지 않는다.[1]

## 같이 보기
- 저작권